# Kerkhof van Bayenghem-lès-Éperlecques

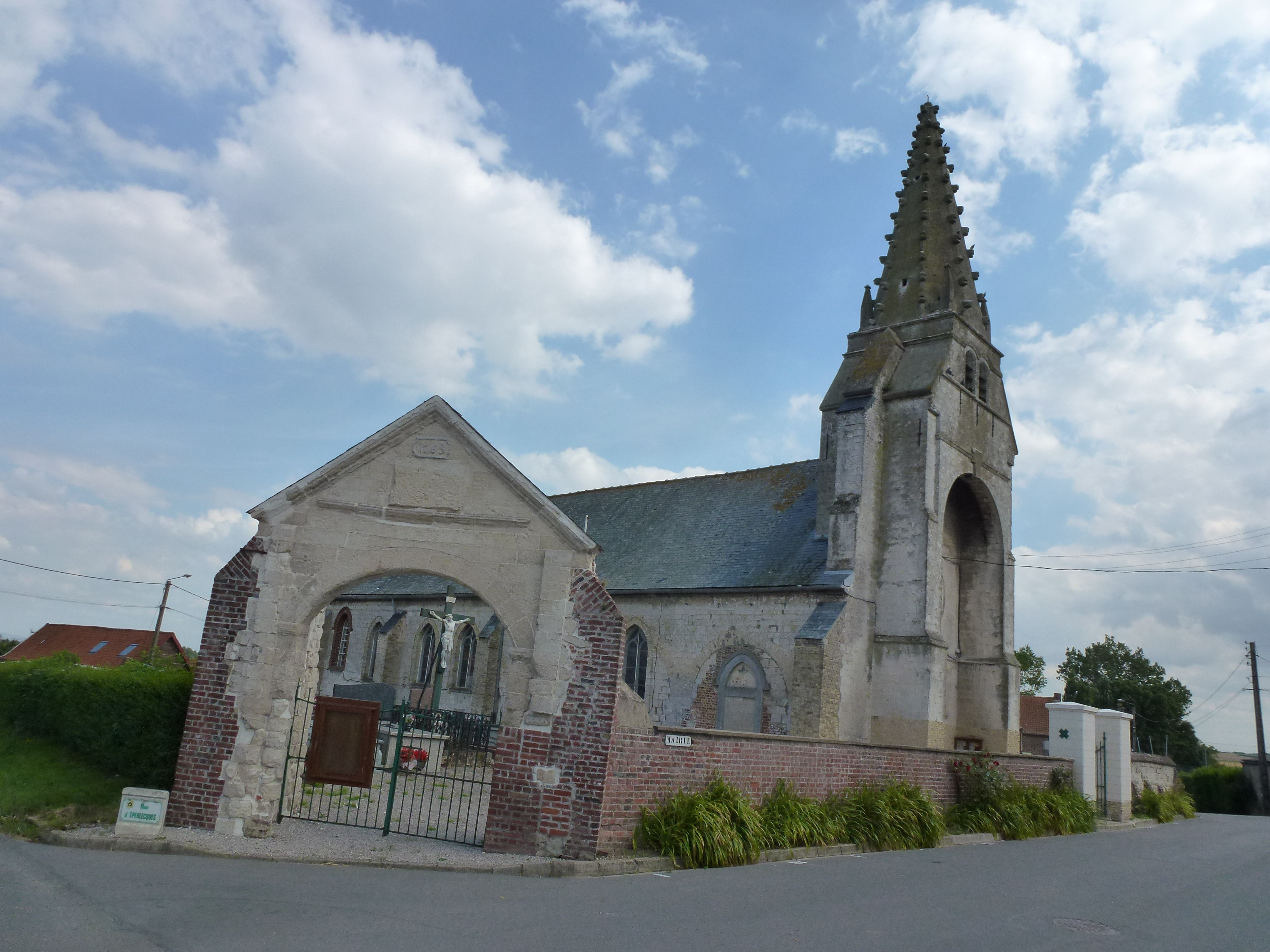
De kerk met de toegang tot het kerkhof

Het kerkhof van Bayenghem-lès-Éperlecques is de begraafplaats gelegen bij de Église Saint-Wandrille in de plaats Bayenghem-lès-Éperlecques het Franse departement Pas-de-Calais.

## Militair graf
Op het kerkhof bevindt zich één geïdentificeerd Gemenebest militaire graf uit de Eerste Wereldoorlog dat wordt door de Commonwealth War Graves Commission, die de begraafplaats heeft ingeschreven als Bayenghem-les-Eperlecques Churchyard.